# Chazeuil (Côte-d’Or)
Chazeuil ist eine französische Gemeinde mit 187 Einwohnern (Stand: 1. Januar 2022) im Département Côte-d’Or in der Region Bourgogne-Franche-Comté (vor 2016 Bourgogne). Sie gehört zum Arrondissement Dijon und zum Kanton Is-sur-Tille.

## Geographie
Chazeuil liegt rund 30 Kilometer nordöstlich von Dijon an der Grenze zum Département Haute-Marne. Nachbargemeinden sind Occey im Norden, Sacquenay im Nordosten und Osten, Fontaine-Française im Osten und Südosten, Bourberain im Süden, Véronnes im Südwesten sowie Selongey im Westen und Nordwesten.

## Bevölkerung
| Jahr                       | 1962 | 1968 | 1975 | 1982 | 1990 | 1999 | 2006 | 2013 | 2019 |
| Einwohner                  | 230  | 197  | 168  | 169  | 188  | 201  | 223  | 208  | 192  |
| Quellen: Cassini und INSEE |      |      |      |      |      |      |      |      |      |

## Sehenswürdigkeiten
- Burgruine

## Persönlichkeiten
- Joseph Tournois (1831–1891), Bildhauer